# Greeniella javanensis
Greeniella javanensis är en insektsart som först beskrevs av Green 1905.  Greeniella javanensis ingår i släktet Greeniella och familjen pansarsköldlöss. Inga underarter finns listade i Catalogue of Life.